# Jean C. Roché
Jean-Claude Roché (* 11. Mai 1931 in Boulogne-Billancourt; † 1. April 2025) war ein französischer Ornithologe und Bioakustiker. Er publizierte überwiegend Medien mit Vogelstimmen.

## Leben
Roché wurde als Sohn des Schriftstellers und Kunstsammlers Henri-Pierre Roché und dessen Geliebter, der Kunstbuchhändlerin Denise Charlotte Henriette Renard (1894–1982), geboren. Schon als Kind interessierte er sich für Insekten und las alle zehn Bände von Jean-Henri Fabres Werk Souvenirs Entomologiques. Als Teenager freundete er sich mit Jean Rostand an.
Roché dokumentierte mittels Tonaufnahmen jahrzehntelang auf seinen weltweiten Exkursionen verschiedenste Vogelstimmen. Dabei setzte er auch Hohlspiegelmikrofone ein. Dadurch entstand eine Klangbibliothek mit über siebentausend Stunden Aufnahmen. Allein das 1985 von ihm gegründete Verlagshaus Sitelle (aufgegangen in das Tonträgerunternehmen Frémeaux et Associés), veröffentlichte davon rund 100 Schallplatten, Kassetten und CDs. Sein erstes Album Oiseaux de Camargue (1958) wurde mit dem  Grand Prix du Disque der Académie Charles-Cros in der Kategorie „Dokumentation“ ausgezeichnet. Seinen Kurzfilm Vie d’insectes produzierte 1961 François Truffaut.
1990 gründet Roché in Banne das Centre d'Etudes Bioacoustiques Alpin (CEBA). Er produzierte auch die Aufnahmen von anderen Tierstimmen, etwa für die Fernsehproduktion Secret Lives of European Mammals (2000–02). Mehr als 130 Alben mit Tiergeräuschen bauen auf seinen Aufnahmen auf. Im Jahr 2010 trennte er sich von seinem Verlag Sitelle und vom CEBA.

## Publikationen (Auswahl)
- mit Hans-Peter Bögel (Erz.); Eckart Pott (Aut.): Vogelstimmen in Wald, Park und Garten. Rufe und Gesänge; 80 Vogelstimmen; 2 Stunden Hörerlebnis. Franckh, Stuttgart 1988. ISBN 978-3-440-05951-7
- Die schönsten Vogelstimmen der Welt. 24 Vogelstimmen aus aller Welt; 60 Minuten Vogelkonzert. Franckh, Stuttgart 1988.
- mit Hans-Peter Bögel (Erz.); Theodor Mebs (Aut.): Die Stimmen der Greifvögel und Eulen Europas. Rufe u. Gesänge ; 2 Stunden Hör-Erlebnis. Franckh, Stuttgart 1989.
- mit Richard Podloucky (Aut.): Froschkonzert am Gartenteich. Unsere Frösche und Kröten beobachten und schützen. Mit den Rufen aller heimischen Frösche und Kröten auf CD. Hrsg. von Gunter Steinbach, Franckh-Kosmos, Stuttgart 2001. ISBN 978-3-440-08574-5
- mit Eckart Pott (Aut.): Wer singt denn da? Der Kosmos-Vogelstimmenkurs mit CD. Kosmos,  	Stuttgart  2003. ISBN 978-3-440-09457-0
- mit Daniela Strauß (Aut.): Vögel in unserem Garten. Beobachten, hören & bestimmen. Naturführer mit 60 Gartenvögeln in Lebensgröße plus CD mit Vogelstimmen. Weltbild, Augsburg 2005. ISBN 978-3-828-93999-8